# ماكسيميليان درم
ماكسيميليان درم (بالألمانية: Maximilian Drum)‏ هو لاعب كرة قدم ألماني في مركز الدفاع، ولد في 19 سبتمبر 1991 في ميونخ في ألمانيا. لعب مع نادي أونترهاخينغ.

## وصلات خارجية
- ماكسيميليان درم على موقع قاعدة بيانات كرة القدم.إي يو (الإنجليزية)
- ماكسيميليان درم على موقع بيانات كرة القدم. دي إي (الألمانية)
- ماكسيميليان درم على موقع عالم كرة القدم.نت (الإنجليزية)